# Lago Biograd

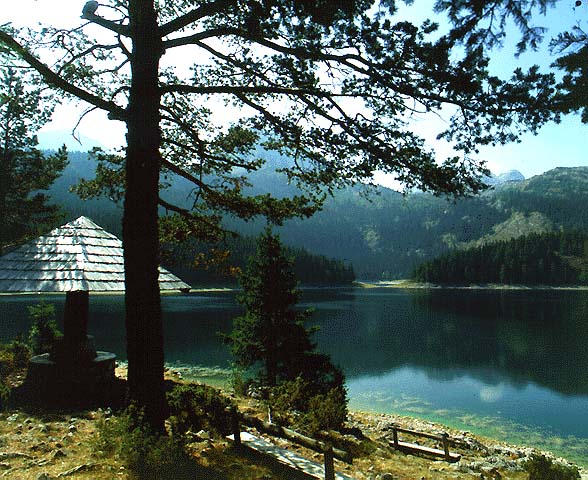
Otra vista del lago

El lago Biograd (Motenegrino Biogradsko jezero) es un lago que se encuentra situado en la región de Kolašin en el norte de Montenegro. El origen del lago es glaciar, se encuentra al pie de una montaña en el interior del Parque nacional de Biogradska Gora.

## Geografía
El lago se encuentra en el centro del parque nacional, a una altitud de 1094 m s. n. m., de los siete lagos que posee el parque es el más grande y el más apreciado por los turistas. Su superficie es de 228.500 m², la profundidad media es de 4,5 metros y la máxima de 12,1 metros. Tiene 261 metros de ancho por 870 m de largo, su principal afluente es el río que lleva su nombre y el principal desagüe es el río Jezerstica, afluente del Tara (cuenca del Danubio).
- Datos: Q864390
- Multimedia: Biogradsko jezero / Q864390